# Доњи Граци
Доњи Граци су насељено мјесто у општини Мркоњић Град, Република Српска, БиХ. Према попису становништва из 1991. у насељу је живјело 346 становника.

## Географија
Налазе се на надморској висини од 737 метара. Село се данас налази у оквиру мјесне заједнице Граци.

## Становништво
Према службеном попису становништва из 1991. године, Доњи Граци су имали 358 становника и сви су били српске националности.
| Националност       | 1991. | 1981. | 1971. | 1961. |
| Срби               | 346   | 446   | 493   | 434   |
| остали и непознато |       |       | 1     |       |
| Укупно             | 346   | 446   | 494   | 434   |